# Rodrigo Ibata
Rodrigo Ibata, né en 1967, est un astrophysicien franco-britannique,.
Il est directeur de recherche au Centre national de la recherche scientifique de l’observatoire astronomique de Strasbourg.

## Biographie
D’origine anglo-bolivienne, Rodrigo Alec Ibata, alors en thèse à l’Université de Cambridge est le codécouvreur en 1994 des galaxies naines du Sagittaire et du Grand Chien. Spécialiste des halos d’étoiles autour des galaxies, il doit sa renommée internationale à ses nombreuses observations sur les principaux télescopes mondiaux, dont le télescope spatial Hubble.

### Neil Ibata

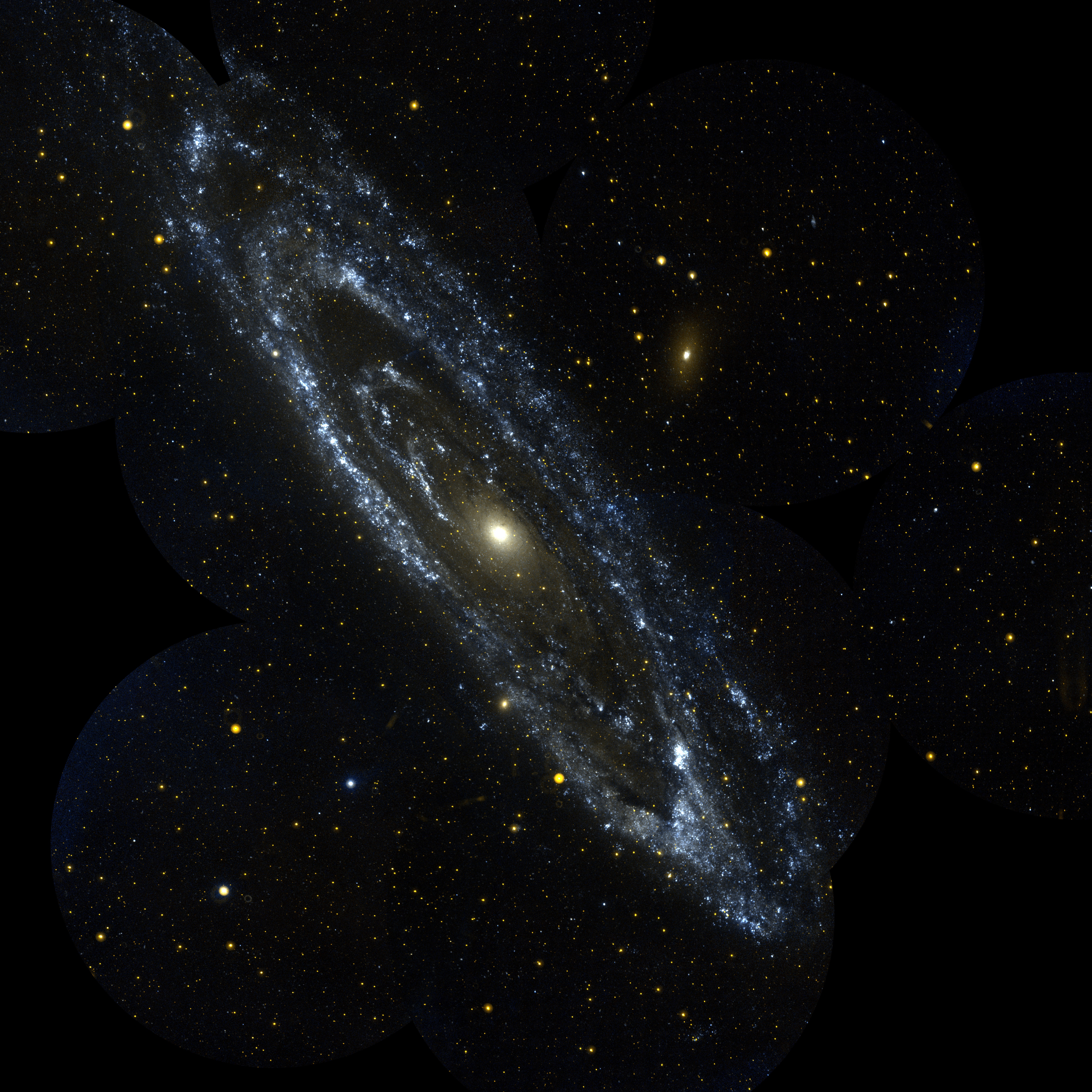
La galaxie d'Andromède vue dans l'ultraviolet par le télescope spatial GALEX

Rodrigo Ibata est marié à une Française, professeure de civilisation anglaise, et père de trois enfants. Son fils aîné, Neil Ibata, un lycéen en classe de première scientifique  au lycée international des Pontonniers de Strasbourg et âgé de quinze ans, s’est illustré en janvier 2013 en cosignant avec son père et quinze autres scientifiques une publication dans la revue Nature. À l’occasion d’un stage d’observation dans son laboratoire, son père lui avait donné à coder en langage Python un programme pour analyser les vitesses des galaxies. Ce programme a permis de mettre en évidence la rotation d’un disque de galaxies naines autour de la galaxie d'Andromède,,.

## Distinctions scientifiques
- Médaille de bronze du CNRS, 2005[5].
- Prix Madame-Victor-Noury de l’Académie des sciences, 2010[3].
- Récipiendaire d'une bourse "advanced" de  l'ERC.

## Sources
1. ↑  Stephen Webb, Measuring the Universe. The Cosmological Distance Ladder Praxis Publishing, UK 1999, page 186.
2. ↑  Adam Sage/The Time, « Milky Way kid sees his name written in the stars », sur theaustralian.com.au, 7 janvier 2013 (consulté le 9 janvier 2013).
3. 1 2  Liste des lauréats du Prix Victor Noury.
4. 1 2  Gilbert Reilhac/Reuters, « Un lycéen de Strasbourg de 15 ans distingué par la revue scientifique Nature », sur nouvelobs.com, 5 janvier 2013 (consulté le 9 janvier 2013).
5. 1 2  CNRS, « Rodrigo Ibata reçoit la médaille de bronze du CNRS », sur alsace.cnrs.fr, 2 juin 2005 (consulté le 3 janvier 2013).
6. ↑  Rfi, « French teenager’s research published in Nature », sur english.rfi.fr, 5 janvier 2013 (consulté le 9 janvier 2013).
7. ↑  A Vast Thin Plane of Co-rotating Dwarf Galaxies Orbiting the Andromeda Galaxy, Ibata, Lewis, Conn, Irwin, McConnachie, Chapman, Collins, Fardal, Ferguson, Ibata, Mackey, Martin, Navarro, Rich, Valls-Gabaud and Widrow, Nature, 493, 62-65 (2013).
8. ↑  David Fossé, « Un anneau de galaxies naines autour d'Andromède », sur cieletespace.fr, 7 janvier 2013 (consulté le 9 janvier 2013).
9. ↑  CNRS, « Un immense disque de galaxies naines autour de la galaxie d'Andromède », sur cnrs.fr, 3 janvier 2013 (consulté le 3 janvier 2013).
10. ↑  Maryline Baumard, « Fuite des cerveaux: le petit génie à la une de « Nature » envisage des études à l’étranger », sur lemonde.fr, 5 janvier 2013 (consulté le 5 janvier 2013).

## Publications
- A Vast Thin Plane of Co-rotating Dwarf Galaxies Orbiting the Andromeda Galaxy, Ibata, Lewis, Conn, Irwin, McConnachie, Chapman, Collins, Fardal, Ferguson, Ibata, Mackey, Martin, Navarro, Rich, Valls-Gabaud and Widrow, Nature, 493, 62-65 (2013).
- Rodrigo Ibata et Brad Gibson, « The Ghosts of Galaxies Past », dans Scientific American, avril 2007, p. 40–45